# Mar'janovka
Mar'janovka (in russo Марьяновка?) è un insediamento operaio dell'oblast' di Omsk, in Russia, nella parte sud della Siberia Occidentale. È il centro amministrativo del distretto Mar'janovskij.
Si trova a 47 km a ovest di Omsk.